# Xicalcóatl
Xicalcóatl o la culebra de jícara era característica de las lagunas y ríos del centro del Imperio azteca; también se la conocía como Jicalcoate.
«La culebra que se llama xicalcoatl, quiere decir culebra de jícara; hay unas grandes y otras pequeñas, críanse en la agua. Cuando son grandes tienen el lomo naturalmente como nacida una jicara muy pintada de todas colores y de todas labores. Esta culebra cuando quiere cazar personas, llégase a donde pasan los caminantes, y muestra la jicara sobre el agua, que anda nadando, y ella escóndese debajo de esta que no parece, y los que pasan por allí como la ven, entránse á tomarla, y poco a poco se va llegando hacia lo hondo, y el que va a tomarla vase tras ella, y llegando a donde está hondo, comienza a turbarse el agua y hace olas, y allí se ahoga el que iba a tomarla. Dicen que esta culebra es negra, sola la barriga es de diversas colores.»
Este ofidio poseía una piel nigérrima, sus escamas parecía que hubieran sido pulidas de tanto que brillaban. Pero lo que la hacía distinta a cualquier otra culebra del mundo es que exactamente en medio del lomo tenía una jícara, hecha de su propia piel, de colores tan hermosos y diseño tan delicado que cualquiera la creería salida de las manos de un artista. Esta protuberancia tenía la función de servir de señuelo para que la Jicalcoate pudiese hacerse de víctimas.
Cuando deseaba atrapar a alguien, la culebra se ubicaba cerca de la orilla del agua, sumergiendo su cuerpo, pero dejando fuera la jícara. Cualquiera que pasaba quedaba maravillado con ésta y, de inmediato, se acercaba para tomarla. En ese momento, la serpiente de la jícara se alejaba un poco, el curioso se introducía al agua para alcanzar el recipiente, la serpiente volvía a alejarse y así sucesivamente hasta que la persona se encuentra con medio cuerpo dentro del agua. En ese instante se desataban violentas olas, la espuma volaba y el incauto simplemente desaparecía, de él no volvía a saberse nada.